# Oligotoma tillyardi
Oligotoma tillyardi is een insectensoort uit de familie Oligotomidae, die tot de orde webspinners (Embioptera) behoort. De soort komt voor in Australië.
Oligotoma tillyardi is voor het eerst wetenschappelijk beschreven door Davis in 1936.